# Vörösfenyő-csigagomba
A vörösfenyő-csigagomba (Hygrophorus lucorum) a csigagombafélék családjába tartozó, Európában honos, vörösfenyő alatt élő, ehető gombafaj. 

## Megjelenése
A vörösfenyő-csigagomba kalapja 1-5 (6) cm széles, alakja domború, középen púppal; idősen laposan, kissé tölcséresen kiterül. Széle fiatalon begöngyölt, később szabálytalan. Felszíne tapadós, nyálkás; szálas vagy majdnem sima. Színe aranysárga vagy citromsárga, középen sötétebb, narancsos lehet.
Húsa rostos, fehér vagy világossárga. Szaga némileg gyümölcsös, gombaszerű, íze kellemes.  
Ritka állású lemezei lefutók vagy tönkhöz nőttek, sok a féllemez. Színük halványsárga, idősen sötétebb.
Tönkje 4-5 cm magas és 0,5-1 cm vastag. Alakja hengeres, idősen üregesedik. Felszíne szálas, a csúcsán deres, fiatalon nyálkás. Színe halványsárga, fehéressárga, a tetején világosabb.
Spórapora fehér. Spórája elliptikus vagy ovális, sima, mérete 7,5-9 x 5-6 µm.

### Hasonló fajok
A sárgapelyhű csigagombával, vagy a flamingó-csigagombával lehet összetéveszteni. 

## Elterjedése és termőhelye
Európában honos.  
Csak vörösfenyő alatt található meg. Szeptembertől novemberig terem. 

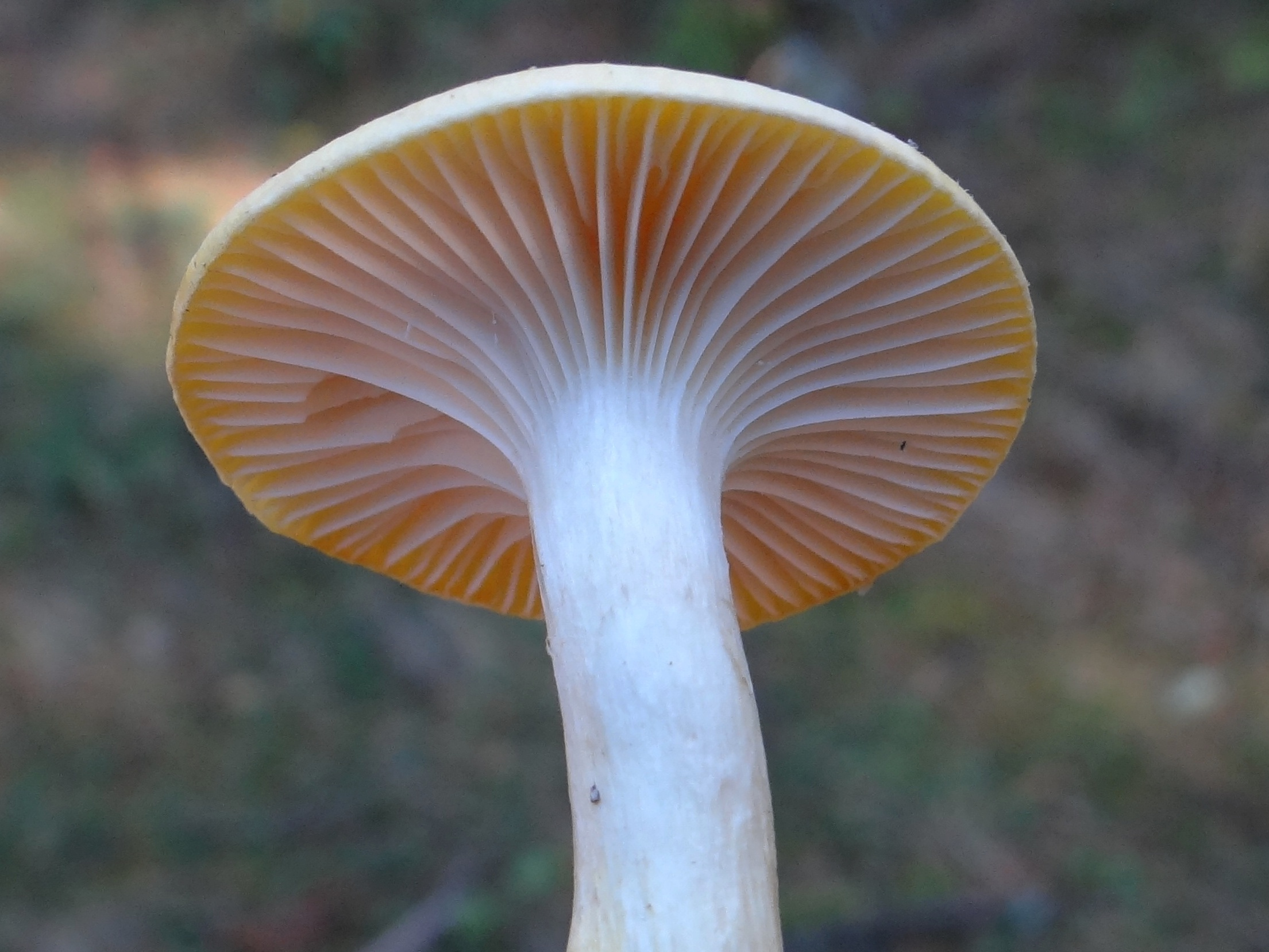
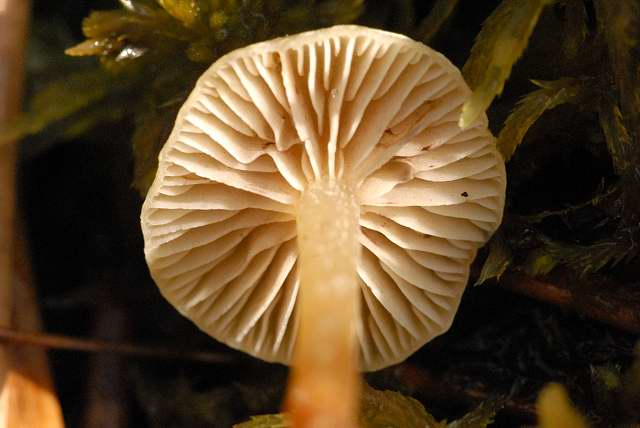

Ehető. 